# Kanašskij rajon
Il Kanašskij rajon (in russo  Канашский район?; in lingua ciuvascia: Канаш районĕ) è un rajon della Repubblica Ciuvascia, nella Russia europea; il capoluogo è la città di Kanaš. Istituito il 5 settembre 1927, ricopre una superficie di 981,21 chilometri quadrati e ospita una popolazione di 32 460 abitanti. Il rajon è suddiviso in 24 insediamenti rurali; la città di Kanaš non fa parte del distretto.